# Campeonato Finlandês de Futebol
O Campeonato Finlandês de Futebol (em finlandês: Veikkausliiga,  PRONÚNCIA; em sueco: Tipsligan;   pt: Liga da Veikkaus) é o campeonato nacional de futebol da Finlândia. 
Seu principal patrocinador é a agência nacional de apostas finlandesa Veikkaus, daí o nome da liga. 
Veikkausliiga foi fundada em 1990. 
Antes disso, a divisão principal era chamada Mestaruussarja (campeonato) desde 1930.

## Campeões

### Formato Taça 1908–1929
| Época | Campeão | 2º class | Resultado                                |
| ----- | ------- | -------- | ---------------------------------------- |
| 1908  | Unitas  | PUS      | 4–1                                      |
| 1909  | PUS     | HIFK     | 4–0                                      |
| 1910  | ÅIFK    | Reipas   | 4–2                                      |
| 1911  | HJK     | ÅIFK     | 7–1                                      |
| 1912  | HJK     | HIFK     | 7–1                                      |
| 1913  | KIF     | ÅIFK     | 5–3                                      |
| 1914  | HJK     | ÅIFK     | 3–2                                      |
| 1915  | KIF     | ÅIFK     | 1–0                                      |
| 1916  | KIF     | ÅIFK     | 3–2                                      |
| 1917  | HJK     | ÅIFK     | 4–2                                      |
| 1918  | HJK     | Reipas   | 3–0                                      |
| 1919  | HJK     | Reipas   | 1–0                                      |
| 1920  | ÅIFK    | HPS      | 2–1                                      |
| 1921  | HPS     | HJK      | 1–1 / 2–1 R                              |
| 1922  | HPS     | Reipas   | 4–2                                      |
| 1923  | HJK     | TPS      | 3–1                                      |
| 1924  | ÅIFK    | HPS      | 4–3                                      |
| 1925  | HJK     | TPS      | 3–2                                      |
| 1926  | HPS     | TPS      | 5–2                                      |
| 1927  | HPS     | Reipas   | 6–0                                      |
| 1928  | TPS     | HIFK     | 1–1 / 3–2 {{tooltip\|(rep)\|finalíssima) |
| 1929  | HPS     | HIFK     | 4–0                                      |

### Mestaruussarja 1930–1989
| Época | Vencedor                                       | 2º classificado                                | 3º classificado                                |
| ----- | ---------------------------------------------- | ---------------------------------------------- | ---------------------------------------------- |
| 1930  | HIFK                                           | TPS                                            | HPS                                            |
| 1931  | HIFK                                           | HPS                                            | TPS                                            |
| 1932  | HPS                                            | VPS                                            | HIFK                                           |
| 1933  | HIFK                                           | HJK                                            | Sudet                                          |
| 1934  | HPS                                            | HIFK                                           | Toverit                                        |
| 1935  | HPS                                            | HIFK                                           | Toverit                                        |
| 1936  | HJK                                            | HPS                                            | HIFK                                           |
| 1937  | HIFK                                           | HJK                                            | Sudet                                          |
| 1938  | HJK                                            | TPS                                            | VPS                                            |
| 1939  | TPS                                            | HJK                                            | Toverit                                        |
| 1940  | Sudet                                          | TPS                                            | –                                              |
| 1941  | TPS                                            | VPS                                            | Sudet                                          |
| 1942  | Toverit                                        | Sudet                                          | –                                              |
| 1943  | Não disputado devido a Segunda Guerra Mundial. | Não disputado devido a Segunda Guerra Mundial. | Não disputado devido a Segunda Guerra Mundial. |
| 1944  | VIFK                                           | TPS                                            | Sudet                                          |
| 1945  | VPS                                            | HPS                                            | –                                              |
| 1946  | VIFK                                           | TPV                                            | –                                              |
| 1947  | HIFK                                           | TuTo                                           | KTP                                            |
| 1948  | VPS                                            | TPS                                            | HPS                                            |
| 1949  | TPS                                            | VPS                                            | KIF                                            |
| 1950  | Ilves-Kissat                                   | KuPS                                           | VIFK                                           |
| 1951  | KTP                                            | VIFK                                           | TPK                                            |
| 1952  | KTP                                            | VIFK                                           | Pyrkivä                                        |
| 1953  | VIFK                                           | Jäntevä                                        | KuPS                                           |
| 1954  | Pyrkivä                                        | KuPS                                           | HJK                                            |
| 1955  | KIF                                            | FC Haka                                        | VIFK                                           |
| 1956  | KuPS                                           | HJK                                            | KIF                                            |
| 1957  | HPS                                            | FC Haka                                        | TPS                                            |
| 1958  | KuPS                                           | HPS                                            | HIFK                                           |
| 1959  | HIFK                                           | RU-38                                          | FC Haka                                        |
| 1960  | FC Haka                                        | TPS                                            | KIF                                            |
| 1961  | HIFK                                           | KIF                                            | FC Haka                                        |
| 1962  | FC Haka                                        | Reipas Lahti                                   | TaPa                                           |
| 1963  | Reipas Lahti                                   | FC Haka                                        | ÅIFK                                           |
| 1964  | HJK                                            | KuPS                                           | KTP                                            |
| 1965  | FC Haka                                        | HJK                                            | Reipas Lahti                                   |
| 1966  | KuPS                                           | HJK                                            | FC Haka                                        |
| 1967  | Reipas Lahti                                   | KuPS                                           | TPS                                            |
| 1968  | TPS                                            | Reipas Lahti                                   | HJK                                            |
| 1969  | KPV                                            | KuPS                                           | HJK                                            |
| 1970  | Reipas Lahti                                   | MP                                             | HIFK                                           |
| 1971  | TPS                                            | HIFK                                           | KPV                                            |
| 1972  | TPS                                            | MP                                             | Reipas Lahti                                   |
| 1973  | HJK                                            | KPV                                            | Reipas Lahti                                   |
| 1974  | KuPS                                           | Reipas Lahti                                   | HJK                                            |
| 1975  | TPS                                            | KuPS                                           | KPV                                            |
| 1976  | KuPS                                           | FC Haka                                        | HJK                                            |
| 1977  | FC Haka                                        | KuPS                                           | TPS                                            |
| 1978  | HJK                                            | KPT                                            | FC Haka                                        |
| 1979  | OPS                                            | KuPS                                           | HJK                                            |
| 1980  | OPS                                            | FC Haka                                        | HJK                                            |
| 1981  | HJK                                            | KPT                                            | FC Haka                                        |
| 1982  | Kuusysi                                        | HJK                                            | FC Haka                                        |
| 1983  | Ilves                                          | HJK                                            | FC Haka                                        |
| 1984  | Kuusysi                                        | TPS                                            | Ilves                                          |
| 1985  | HJK                                            | Ilves                                          | KePS                                           |
| 1986  | Kuusysi                                        | TPS                                            | HJK                                            |
| 1987  | HJK                                            | Kuusysi                                        | TPS                                            |
| 1988  | HJK                                            | Kuusysi                                        | RoPS                                           |
| 1989  | Kuusysi                                        | TPS                                            | RoPS                                           |

### Veikkausliiga
Na década seguinte, Helsingin JK e Tampere United foram os maiores campeões com três títulos cada. Além deles, Haka (dois título), Inter Turku e MyPa (ambos com um título) também venceram o torneio.[carece de fontes?]
O Helsingin JK aumentou a sua quantidade de títulos nacionais e impôs uma hegemonia na década de 2010, quando conquistou sete dos dez campeonatos realizados. Em 2020, o clube ganhou o trigésimo sexto título finlandês de sua história. Os demais campeonatos foram vencidos por Seinäjoen JK (2015), IFK Mariehamn (2016) e KuPS (2019). Os clubes de Seinäjoki e Mariehamn buscaram feitos inéditos em suas histórias.
| Ano  | #V | #T | Campeão              | Vice-campeão | Terceiro lugar | Ref.   |  |
| ---- | -- | -- | -------------------- | ------------ | -------------- | ------ |  |
| 1990 | 1  | 60 | HJK (23.º)           | Lahti        | MP             | [ 15 ] |  |
| 1991 | 2  | 61 | Lahti (5.º)          | MP           | Haka           | [ 16 ] |  |
| 1992 | 3  | 62 | HJK (24.º)           | Lahti        | Jazz           | [ 17 ] |  |
| 1993 | 4  | 63 | Jazz (1.º)           | MyPa         | HJK            | [ 18 ] |  |
| 1994 | 5  | 64 | TPV (1.º)            | MyPa         | HJK            | [ 19 ] |  |
| 1995 | 6  | 65 | Haka (5.º)           | MyPa         | HJK            | [ 20 ] |  |
| 1996 | 7  | 66 | Jazz (2.º)           | MyPa         | TPS            | [ 21 ] |  |
| 1997 | 8  | 67 | HJK (25.º)           | VPS          | FinnPa         | [ 22 ] |  |
| 1998 | 9  | 68 | Haka (6.º)           | VPS          | PK-35 Vantaa   | [ 23 ] |  |
| 1999 | 10 | 69 | Haka (7.º)           | HJK          | Inter Turku    | [ 24 ] |  |
| 2000 | 11 | 70 | Haka (8.º)           | Jokerit      | MyPa           | [ 25 ] |  |
| 2001 | 12 | 71 | Tampere United (1.º) | HJK          | MyPa           | [ 26 ] |  |
| 2002 | 13 | 72 | HJK (26.º)           | MyPa         | Haka           | [ 27 ] |  |
| 2003 | 14 | 73 | HJK (27.º)           | Haka         | Tampere United | [ 28 ] |  |
| 2004 | 15 | 74 | Haka (9.º)           | AC Allianssi | Tampere United | [ 29 ] |  |
| 2005 | 16 | 75 | MyPa (1.º)           | HJK          | Tampere United | [ 30 ] |  |
| 2006 | 17 | 76 | Tampere United (2.º) | HJK          | Haka           | [ 31 ] |  |
| 2007 | 18 | 77 | Tampere United (3.º) | Haka         | TPS            | [ 32 ] |  |
| 2008 | 19 | 78 | Inter Turku (1.º)    | Honka        | Lahti          | [ 33 ] |  |
| 2009 | 20 | 79 | HJK (28.º)           | Honka        | TPS            | [ 34 ] |  |
| 2010 | 21 | 80 | HJK (29.º)           | KuPS         | TPS            | [ 35 ] |  |
| 2011 | 22 | 81 | HJK (30.º)           | Inter Turku  | JJK Jyväskylä  | [ 36 ] |  |
| 2012 | 23 | 82 | HJK (31.º)           | Inter Turku  | TPS            | [ 37 ] |  |
| 2013 | 24 | 83 | HJK (32.º)           | Honka        | VPS            | [ 38 ] |  |
| 2014 | 25 | 84 | HJK (33.º)           | Seinäjoen JK | Lahti          | [ 39 ] |  |
| 2015 | 26 | 85 | Seinäjoen JK (1.º)   | RoPS         | HJK            | [ 40 ] |  |
| 2016 | 27 | 86 | IFK Mariehamn (1.º)  | HJK          | Seinäjoen JK   | [ 41 ] |  |
| 2017 | 28 | 87 | HJK (34.º)           | KuPS         | Ilves          | [ 42 ] |  |
| 2018 | 29 | 88 | HJK (35.º)           | RoPS         | KuPS           | [ 43 ] |  |
| 2019 | 30 | 89 | KuPS (6.º)           | Inter Turku  | Honka          | [ 44 ] |  |
| 2020 | 31 | 90 | HJK (36.º)           | Inter Turku  | KuPS           | [ 45 ] |  |
| 2021 | 32 | 91 | HJK (37.º)           |              |                |        |  |
| 2022 | 33 | 92 | HJK (38.º)           |              |                |        |  |
| 2023 | 34 | 93 | HJK (39.º)           |              |                |        |  |

## Performance por clube
29 clubes já foram campeões
| Clube          | Títulos | 2º lugar | Anos das vitórias |
| -------------- | ------- | -------- | --- |
| HJK            | 39      | 13       | 1911, 1912, 1917, 1918, 1919, 1923, 1925, 1936, 1938, 1964, 1973, 1978, 1981, 1985, 1987, 1988, 1990, 1992, 1997, 2002, 2003, 2009, 2010, 2011, 2012, 2013, 2014, 2017, 2018, 2020, 2021, 2022, 2023 |
| FC Haka        | 9       | 7        | 1960, 1962, 1965, 1977, 1995, 1998, 1999, 2000, 2004 |
| HPS            | 9       | 6        | 1921, 1922, 1926, 1927, 1929, 1932, 1934, 1935, 1957 |
| TPS            | 8       | 12       | 1928, 1939, 1941, 1949, 1968, 1971, 1972, 1975 |
| HIFK           | 7       | 7        | 1930, 1931, 1933, 1937, 1947, 1959, 1961 |
| KuPS           | 6       | 10       | 1956, 1958, 1966, 1974, 1976, 2019 |
| FC Kuusysi     | 5       | 4        | 1982, 1984, 1986, 1989, 1991 |
| Kiffen         | 4       | –        | 1913, 1915, 1916, 1955 |
| ÅIFK           | 3       | 5        | 1910, 1920, 1924 |
| Reipas Lahti   | 3       | 3        | 1963, 1967, 1970 |
| VIFK           | 3       | 2        | 1944, 1946, 1953 |
| Tampere United | 3       | –        | 2001, 2006, 2007 |
| VPS            | 2       | 5        | 1945, 1948 |
| KTP            | 2       | 1        | 1951, 1952 |
| OPS            | 2       | –        | 1979, 1980 |
| FC Jazz        | 2       | –        | 1993, 1996 |
| MyPa           | 1       | 5        | 2005 |
| FC Inter Turku | 1       | 4        | 2008 |
| SJK            | 1       | 1        | 2015 |
| PUS            | 1       | 1        | 1909 |
| Sudet Vyborg   | 1       | 1        | 1940 |
| KPV            | 1       | 1        | 1969 |
| FC Ilves       | 1       | 1        | 1983 |
| Unitas         | 1       | –        | 1908 |
| HT             | 1       | –        | 1942 |
| Ilves-Kissat   | 1       | –        | 1950 |
| Pyrkivä Turku  | 1       | –        | 1954 |
| TPV            | 1       | –        | 1994 |
| IFK Mariehamn  | 1       | –        | 2016 |